# Myōbudani Kiyoshi
Myōbudani Kiyoshi (明武谷 清), né le 29 avril 1937 à Akan (aujourd'hui Kushiro), dans l'île de Hokkaidō, et mort le 10 mars 2024, est un lutteur de sumo japonais.

## Biographie
Il est un membre de l'écurie Miyagino. Son rang le plus élevé est sekiwake et il participe à deux reprises aux séries éliminatoires pour le meilleur championnat de tournoi de division makuuchi ou yūshō. Il est également été finaliste dans deux autres tournois. Il remporte huit sanshō, ou prix spéciaux, pour ses réalisations dans les tournois ; quatre pour les performances exceptionnelles et quatre pour l’esprit combatif. Après sa retraite en 1969, il est un ancien de l'association japonaise de sumo mais quitte le monde du sumo en 1977 pour devenir Témoin de Jéhovah.
Myōbudani meurt le 10 mars 2024, à l'âge de 86 ans. Sa famille, qui a annoncé la nouvelle, demande que les funérailles se déroulent dans le strict cercle familial.